# Souhvězdí Dalekohledu
Dalekohled je malé souhvězdí na jižní nebeské polokouli, jedno.z dvanácti vytvořených v 18. století francouzským astronomem Nicolsaem Louisem de Lacaillem a jeden z několika na oblohu přenesených vědeckých přístrojů. Jeho jméno je latinizovaná forma řeckého slova pro dalekohled. Dalekohled byl později ve své velikosti zredukován Francisem Bailym a Benjaminem Gouldem.
Nejjasnější hvězda v souhvězdí je Alfa Telescopii, modrobílý podobr o zdánlivé velikosti 3,5, následuje oranžový obr Zeta Telescopii o velikosti 4,1. Eta a PZ Telescopii jsou dva mladé hvězdné systémy s prstenci prašných trosek (angl. debris disk) a hnědými trpaslíky jako jejich společníky. Dalekohled hostí dvě neobvyklé hvězdy s velmi malým množstvím vodíku, které pravděpodobně skončí jako dva bílí trpaslíci: HD 168476, známá jako PV Telescopii, je horká modrá extrémně heliová hvězda, zatímco RS Telescopii je proměnná hvězda typu R Coronae Borealis. RR Telescopii je kataklyzmatická proměnná hvězda, která se jako nova do velikosti  rozzářila v roce 1948.

## Historie
Dalekohled byl představen světu v roce 1751–1752 Nicolasem Lousiem de Lacaillem pod francouzským názvem le Telescope znázorněném jako letecký dalekohled poté, co pozoroval a katalogizoval na 10 000 jižních hvězd během dvouletého pobytu na Mysu Dobré naděje. Vytvořil 14 nových souhvězdí na neprozkoumaných oblastech jižní nebeské polokouli, která není viditelná z Evropy. Jedná se o jeden z oceňovaných nástrojů, které symbolizovaly osvícenství. Pokrývá 40° na noční obloze a je natažen severně mezi Střelce a Štíra. Lacaille latinizoval svůj název na Telescopium od roku 1763.
Souhvězdí bylo známé pod jinými jmény. V 18. století bylo nazýváno jako Tubus Astronomicus, přičemž existovaly další dvě souhvězdí s vyobrazením dalekohledu – Tubus Herschelli Major mezi Blíženci a Vozkou a Tubus Herschelli Minor mezi Býkem a Orionem, oba se přestaly používat během devatenáctého století. Johann Bode to nazýval jako Astronomische Fernrohr ve svém Gestirne z roku 1805, avšak ponechal jejich velikost. Později astronomové Francis Baily a Benjamin Gould zmenšili hranice souhvězdí. Ztratilo několik jasnějších hvězd ve prospěch sousedních souhvězdí: Beta Telescopii se stala Eta Sagittarii, kterou předtím Lacaille umístil do Dalekohledu, Gama byla Gouldem přemístěna do Štíra a přejmenována na G Scorpii, Theta Telescopii se vrátila ke svému starém označení d Ophiuchi a Sigma Telescopii byla umístěna do Jižní koruny. Zpočátku byla nekatalogizovaná, nyní je známá jako HR 6875. Původní objekt Lacaillem pojmenovaném jako Eta Telescopii – otevřená hvězdokupa M7 – se nyní nachází ve Štírovi. Gould používá Bayerovo označení pro hvězdu 5. magnitudy tam, kde cítí písmeno jako oprávněné.

## Charakteristika
Malé souhvězdí Dalekohledu je ohraničené Střelcem a Jižní korunou na severu, Oltářem na západě, Pávem na jihu a Indiánem na východě, stáčené na severovýchodě k Mikroskopu. Třípísmenná zkratka souhvězdí byla Mezinárodní astronomickou unii přijata v roce 1922 jako "Tel". Oficiální hranice souhvězdí určené Eugènem Delportem v roce 1930, jsou definovány čtyřúhelník (znázorněno na obrázku v infoboxu). V rovníkových souřadnicích leží rektascenze těchto hranic mezi 18 h 9,1 m a 20 h 29,5m, zatímco deklinace mezi −45,09° a −56,98°. Celé souhvězdí je viditelné pro pozorovatele jižně od 33° zeměpisné šířky.

## Zajímavé objekty

### Hvězdy
| Hvězda | Jméno | Hvězdná velikost |
| ------ | ----- | ---------------- |
| α Tel  | α Tel | 3,46m            |
| ζ Tel  | ζ Tel | 4,1m             |

V rámci hranic souhvězdí existuje 57 hvězd jasnější nebo rovných zdánlivé velikosti 6,5. S velikostí 3,5 je Alfa Telescopii nejjasnější hvězdou v souhvězdí. Je to modrobílý podobr spektrálního typu B3IV, který leží asi 250 světelných let od nás. V blízkosti Alfa Telescopii jsou dvě modrobílé hvězdy sdílející označení Delta Telescopii. Delta 1 Telescopii je spektrálního typu B6IV o zdánlivé velikosti 4,9, zatímco Delta 2 Telescopii je spektrálního typu B3III o velikosti 5,1. Tvoří optickou dvojhvězdu, jelikož se jejich vzdálenost odhaduje na zhruba 710 respektive 1190 světelných let. Nevýrazná (12,23 mag) Gliese 754, červený trpaslík spektrálního typu M4.5V, je jednou z nejbližších 100 hvězd k Zemi, leží "pouze" 19,3 světelných let daleko. Její výstřední orbita kolem galaxie naznačuje, že mohla vzniknout v hustém disku (thick disk) Mléčné dráhy.
Nejméně čtyři z patnácti hvězd viditelných pouhým okem jsou oranžoví obři spektrální třídy K. Druhá nejjasnější hvězda v souhvězdí o zdánlivé velikosti 4,1 – Zeta Telescopii, je oranžový podobr spektrálního typu K1III-IV. Je asi 1,53× hmotnější než Slunce a její zářivost je 512násobná oproti Slunci. Nachází se 127 světelných let od Země, bývá popisována jako žlutá nebo načervenalá. Epsilon Telescopii je oranžový obr spektrálního typu K0III o zdánlivé velikost 4,52, jeho souputník Epsilon Telescopii B o magnitudě 13 je od primární složky vzdálen 21 úhlových vteřin a je viditelný je 15cm dalekohledem za tmavé noci. Tento systém je 417 světelných let daleko. Iota Telescopii a HD 169405 s magnitudou 5 jsou oranžoví obři spektrálních typů K0III resp. K0.5III.- dohromady tvoří kvartet. Jsou od Slunce vzdáleni kolem 370 resp. 497 světelnými lety. Další stárnoucí hvězda, Kappa Telescopii je žlutý obr spektrální třídy G9III o zdánlivé velikosti 5,18. Je přibližně 1,87 miliard let stará, v budoucnu se ze svého 1,6 násobku průměru Slunce rozroste až na 11 násobek. Nachází se přibližně 293 světelných let od Země a dále tvoří optickou dvojhvězdu.
Xi Telescopii je nepravidelná proměnná hvězda, která se pohybuje mezi hodnotami magnitudy 4,89 a 4,94. Leží 1079 světelných let od nás, jedná se o červeného obra spektrálního typu M2III s průměrem 5,6 krát větším než má Slunce a se svítivosti 2973násobku Slunce. Další nepravidelná proměnná, RX Telescopii, je červený veleobr pohybujícím se v rozmezí 6,45 až 7,47 magnitudy. Je viditelná pouhým okem jen za dobrých pozorovacích podmínek. BL Telescopii je Algolu podobná zákrytová dvojhvězda, jejíž zdánlivá velikosti se pohybuje mezi 7,09 a 9,09 v průběhu něco přes 778 dnů (2 roky a 48 dní). Primární složkou je žlutý superobr, která je sám o sobě proměnný. Mezi hodnotami zdánlivé velikosti 9,6 až 16,5 se pohybuje vzácná proměnná typu R Coronae Borealis – RS Telescopii. RS Telescopii je vzácná proměnná typu R Coronae Borealis. Vědci se domnívají, že extrémní nedostatek vodíku tohoto nadobra vznikl v důsledku fúze se dvěma bílými trpaslíky; od roku 2012 jich bylo objeveno méně než 100. Matnost je zřejmě způsobena uhlíkovým prachem vyvrhovaným hvězdou. PV Telescopii je extrémní heliová hvězda spektrálního typu B (modrá), jedná se o prototyp třídy proměnných hvězd známých jako proměnné typu PV Telescopii. Při prvním objevu v roce 1952 bylo zjištěno, že mají velmi nízkou úroveň vodíku. Jedna teorie jeho původu má za to, že se jedná o výsledek spojení helia- a uhlíku-kyslíku z bílého trpaslíka. Pokud kombinovaná hmotnost nepřesahuje Chandrasekharův limit, hmota na druhé hvězdě se zažehne a vytvoří veleobra. Později se, ještě než dojde k ochlazení, stane extrémní heliovou hvězdou a nakonec skončí jako bílý trpaslík.
Zatímco RR Telescopii, též označovaná jako Nova Telescopii 1948, často nazývaná pomalou novou, je nyní klasifikována jako systém symbiotické novy složený z M5III pulzujícího rudého obra a bílého trpaslíka; mezi lety 1944 a 1948 se rozjasnila asi o 7 magnitudu, než si [zdroj?]??. QS Telescopii je kataklyzmická dvojhvězda složená z bílého trpaslíka a hlavní dárcovské hvězdy. V tomto případě jsou obě složky dost blízko sebe, aby zde fungovala vázaná rotace. Materiál dárcovské hvězdy netvoří akreční disk kolem bílého trpaslíka, ale spíše proudí přímo na něj. Děje se tak v důsledku přítomnosti silného magnetického pole bílého trpaslíka. Tento specifický systém se označuje v odborné terminologii jako polar (záření z nich vycházející je totiž silně polarizováno – odtud název).
Ačkoli nebyly v Dalekohledu dosud potvrzeny žádné planety, u několika z nich bylo zjištěno, že mají za společníka hnědé trpaslíky. Člen 12 milionů let staré Beta Pictoris skupiny pohybujících se hvězd sdílející vlastní pohyb v prostoru, Eta Telescopii, je mladá bílá hvězda hlavní posloupnost o zdánlivé velikosti 5.0 a spektrálního typu A0V. Má prstenec prašných trosek a hnědého trpaslíka spektrálního typu M7V nebo M8V, 20 až 50násobně hmotnějšího než Jupiter. Tento systém je komplexní, neboť má společný vlastní pohyb (a je gravitačně vázán) s hvězdou HD 181327, mající rovněž svůj vlastní disk prašných trosek. Tato druhá hvězda je žlutobílá hlavní posloupnosti spektrálního typu F6V o zdánlivé velikosti 7,0. PZ Telescopii je další mladá hvězda s prstenci prašných trosek a společníkem hnědým trpaslíkem, i když se stářím 24 miliony let se zdá být příliš starý na to, aby byl součástí pohybující se skupiny Beta Pictoris. HD 191760 je žlutý podobr spektrální třídy G3IV/V, který se ochlazuje a rozšiřuje mimo hlavní posloupnost. Odhaduje se, že je pouze přibližně čtyři miliardy let starý, mírně (1,1 až 1,3x) masivnější než Slunce, 2,69x zářivější a má 1,62násobný poloměr. Použitím spektrografu HARPS na 3,6m dalekohledu ESO bylo zjištěno, že je hnědý trpaslík asi 38 krát hmotnější než Jupiter a obíhá v průměrné vzdálenosti 1,35 AU jednou za 505 dní. U Jedná se o nezvykle krátkou vzdálenost od hvězdy v rozsahu nazývaném "pustina hnědých trpaslíků" (brown dwarf desert).

### Objekty hlubokého vesmíru
Kulová hvězdokupa NGC 6584 leží v blízkosti Theta Arae a je 45 000 světelných let od Země. Je to hvězdokupa typu Oosterhoff I a obsahuje alespoň 69 proměnných hvězd, z nichž většina je proměnná typu RR Lyrae. Planetární mlhovina IC 4699 o 13. magnitudě leží na půli cesty mezi Alfa a Epsilon Telescopii.
IC 4889 je eliptická galaxie o zdánlivé velikosti 11.3, kterou lze nalézt 2 stupně severozápadně od Nu Telescopii 5,3 magnitudy. Pozorování přes 40cm dalekohled odhalí její ústřední oblast a svatozář. Skupina Telescopium je skupina dvanácti galaxií klenoucí se tři stupně na severovýchodní části souhvězdí. Leží asi 37 megaparseků (120 milionů světelných let) od naší Galaxie. Nejjasnějším členem je eliptická galaxie NGC 6868 a na západ od ní ležící spirální galaxie NGC 6861. Jedná se o nejjasnější členy dvou jednotlivých podskupin v rámci skupiny galaxií, v budoucnu dojde k jejich sloučení. Zabírá plochu zhruba 4' × 2'. NGC 6845 je interagující systém čtyř galaxií – dvou spirálových a dvou čočkových. Jejich vzdálenost se odhaduje na zhruba 88 megaparseků (287 milionů světelných let). SN 2008da je supernova typu II, pozorovaná v jedné ze spirálních galaxií – NGC 6845A, v červnu 2008. SN 1998bw byla zářící supernova pozorovaná ve spirálním rameni galaxie ESO184-G82 v dubnu 1998 a je pozoruhodná tím, že je vysoce pravděpodobným zdrojem zářením záblesků gama GRB 980425.